# Sconcerto Rock
Sconcerto rock è un film del 1982 diretto da Luciano Manuzzi, prodotto da Bernardo Bertolucci. 
Girato a Bologna con protagonista Victor Cavallo, il film vanta un cameo di Gianna Nannini (anche autrice della colonna sonora).

## Trama
Il film è ambientato in una piccola televisione privata, "Teleocchio", che con grande sforzo dei suoi proprietari riesce ad arrivare a competere addirittura con la TV di Stato. Il passo indietro del principale sponsor della rete, che potrebbe dare il colpo di grazia all'esperienza televisiva, non scoraggia Bruno, una delle anime dell'emittente, il quale organizza una diretta sulle difficoltà di Teleocchio al fine di raccogliere finanziamenti ed evitare il fallimento.
Teleocchio non solo riesce a risollevarsi grazie ad un nuovo sponsor, ma ottiene anche la solidarietà dell'affermata cantante Gianna Nannini la quale offre una sigla musicale all'emittente.